# Goniadella unicirra
Goniadella unicirra är en ringmaskart som beskrevs av Agirrezabalaga 1980. Goniadella unicirra ingår i släktet Goniadella och familjen Goniadidae. Inga underarter finns listade i Catalogue of Life.